# Grauhorn
Grauhorn är en bergstopp i Schweiz.   Den ligger i distriktet Blenio och kantonen Ticino, i den sydöstra delen av landet, 130 km öster om huvudstaden Bern. Toppen på Grauhorn är 3 260 meter över havet, eller 113 meter över den omgivande terrängen. Bredden vid basen är 0,28 km.
Terrängen runt Grauhorn är huvudsakligen mycket bergig. Närmaste större samhälle är Biasca, 16,7 km söder om Grauhorn. 
Trakten runt Grauhorn består i huvudsak av gräsmarker. Runt Grauhorn är det glesbefolkat, med 15 invånare per kvadratkilometer.